# カラワン (都市)
カラワン (Karawang) ないし、「都市/市」を意味するインドネシア語である「コタ（Kota）」を前に付けた、コタ・カラワン (Kota Karawang)は、インドネシア西ジャワ州カラワン県の県都。ジャカルタの東方32マイル（およそ52km）に位置している。西ジャワ州における大規模な米の生産地のひとつである。
ドイツ人の博物学者、ハインリッヒ・クリスチャン・マックロットは、1832年5月12日に当地で発生した暴動の最中に殺害された。
2010年3月、カラワンは深刻な洪水に襲われ、10,747戸の家屋が浸水し、11,540世帯、44,071人が被災した。
2018年10月29日、カラワン沖のジャワ海で、ライオン航空のB737 MAX 8機が墜落し、189人が死亡。B737シリーズの墜落事故では最悪のものとなった。